# نیتروسامین

ساختار گروه نیتروسامینو

نیتروسامینها (به انگلیسی: Nitrosamine) ترکیب‌هایی با ساختار شیمیایی R1N(–R2)–N=O است. در این ترکیب‌ها یک گروه نیتروسو به یک آمین پیوند خورده است. بیشتر نیتروسامین‌ها سرطان‌زا هستند.

## کاربرد
نیتروسامین‌ها در تولید لوازم آرایشی، آفت‌کش‌ها و بیشتر محصولات کائوچویی کاربرد دارند. همچنین در لاتکس محصولاتی مانند بادکنک دیده می‌شوند اما احتمالاً لاتکس موجود در کاندوم خیلی سمی نیست.
در خوراکی که مصرف می‌کنیم هم از نیتریت‌ها و آمین‌های ثانویه هم نیتروسامین تولید می‌شود این اتفاق در قالب خوراکی‌های پروتئینی و در شرایط ویژه روی می‌دهد که از جمله می‌توان به شرایط اسیدی شدید مانند معده انسان یا دمای بسیار بالا مانند هنگامی که غذا را سرخ می‌کنیم اشاره کرد.
در مواد خوراکی مانند ماهی و محصولات جانبی آن، آبجو، گوشت و پنیرهای فرآوری شده با ترکیب‌های نیتریتی این اتفاق روی می‌دهد. از این رو ایالات متحده برای فرآوری محصولات با مواد نیتریتی محدودیت‌هایی قرار داده است تا خطر سرطان را پایین آورد. همچنین افزودن ویتامین ث یا ترکیب‌های مشابه به گوشت هم احتمال ایجاد نیتروسامین را زیاد می‌کند.